# Повх, Мария Николаевна
Мария Николаевна Повх (укр. Марія Миколаївна Повх, род. 8 января 1989 года) — украинская спортсменка, гребчиха на байдарках, мастер спорта Украины международного класса. Проживает в Луцке. Чемпионка Европейских игр 2019 года. Является старшим солдатом службы по контракту.
Повх начала активно заниматься греблей с 2005 года. Тренирует Марию её муж, Роман Повх.
В июне 2015 года на первых Европейских играх в паре с Анастасией Тодоровой завоевала бронзу в классе байдарок-двоек (37,719). Первое место заняли Маргарита Махнёва и Марина Литвинчук из Белоруссии (37,399), вторыми на финише были сербки Николина и Оливера Молдован (37,699).
Участница Олимпийских игр 2016, 2020 и 2024 годов.

## Награды
- Орден княгини Ольги III степени (15 июля 2019 года) — за достижение высоких спортивных результатов на II Европейских играх у г.Минску (Республика Беларусь), проявленные самоотверженность и волю к победе[6].